# Olio di Chaulmoogra

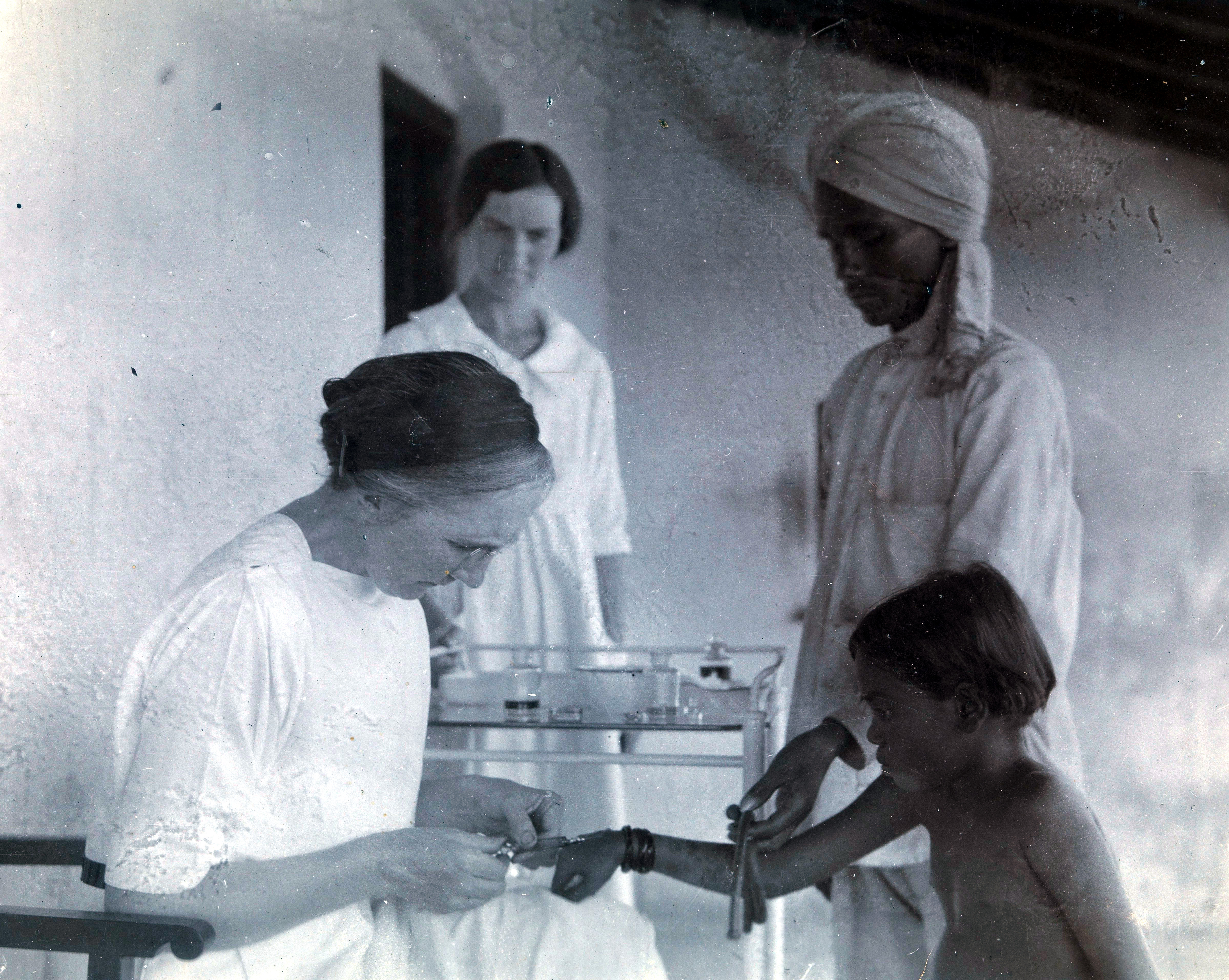
Dr.ssa Isabel Kerr somministra olio di Chaulmoogra

L'olio di Chaulmoogra è l'olio fisso estratto dai semi di piante di varie specie della famiglia vegetale delle Flacourtiaceae indicato nella medicina tradizionale indiana e cinese come rimedio per la cura della lebbra e altre affezioni, per lo più dermatologiche.

## Storia e utilizzo
L'utilizzo dell'olio di Chaulmoogra come rimedio per la scrofola e la lebbra, secondo alcuni studiosi, verrebbe citato già in vari testi ayurvedici: Susruta Samhita, Dhanvantari Nighantu, Kaiyadeva Nighantu e altri, datati dal 600 A.C al 300 D.C. 
Da metà del XIX secolo fino all'avvento dei solfoni, anno 1943, la sua efficacia verso la lebbra venne riconosciuta anche dalla medicina occidentale ed il rimedio venne inserito in varie farmacopee occidentali ed in quella giapponese.
La specie vegetale da cui ricavare l'antico rimedio fu a lungo oggetto di controversia e, per un errore nella catalogazione delle piante, John Moss nel 1879 definì l'olio come derivato dalla Gynocardia odorata ed in alcune farmacopee l'olio venne definito come olio di ginocardia e acido ginocardico il suo principale principio attivo.
Questo errore fu scoperto solo nel 1901 e il nome corretto, adottando negli anni successivi il nome in lingua hindi di alcune piante del genere Hydnocarpus:  Chaulmoogra.
L'olio di Chaulmoogra, da qualunque specie sia derivato, per la sua relativa efficacia nella cura della lebbra, è caratterizzato dall'alta concentrazione di acidi grassi ω-ciclopentilenici, cioè acidi grassi con un gruppo pentilenico nel terminale opposto al gruppo carbossilico.
Le principali specie da cui può essere ricavato sono: Hydnocarpus wightiana, Taraktogenos (Hydnocarpus) Kurzii, Hydnocarpus anthelmintica.
Agli inizi del XX secolo emerse che anche da piante originarie dell'Africa e del Sud America, come la Oncoba echinata o la Carpotroche brasiliensis, si potevano ricavare oli di semi con alto tenore di acidi ω-ciclopentilenici. Nella cura della lebbra queste varianti vennero chiamate olio di Chaulmoogra africano o olio di gorli, e olio di Chaulmoogra brasiliano o olio di sapucainha.
L'accertata azione antimicrobica verso i micobacteria degli acidi ciclopentilenici contenuti nell'olio di Cihaulmoogra  ne ha fatto oggetto di studio per la cura di altre patologie infettive ed è stata inoltre documentata un'azione particolarmente efficace contro i patogeni fungini delle piante, tra cui Aspergillus niger e Rhizopus nigricans.
All'olio di Chaulmoogra è stato attribuito nome INCI: TARAKTOGENOS KURZII SEED OIL e numero CAS: 8001-74-9

## Raccolta ed estrazione
I semi di quasi tutte le specie da cui viene estratto l'olio di Chaulmoogra sono ovoidali, irregolari, da 2 a 3,5 cm. di lunghezza, 2,5 cm di larghezza, pelle liscia, grigia, fragile; nocciolo oleoso e marrone scuro. I grassi vegetali si ottengono per spremitura a freddo o scrematura nei semi macinati in acqua bollente (metodo tradizionale in India ormai in disuso), l'attuale produzione avviene prevalentemente con estrazione a solvente.
I frutti vengono strappati arrampicandosi sull'albero o usando lunghi bastoni. I frutti vengono sbucciati a coltello e i semi vengono lavati in acqua e poi asciugati al sole. I semi vengono decorticati battendoli a mano o con semplici macchinari. Possono anche essere schiacciati in un espulsore. I semi producono 20-43% di olio a seconda della tecnica di estrazione.

## Caratteristiche chimico fisiche
L'olio di Chaulmoogra è semi-solido a temperatura ambiente. Gli acidi ω-ciclopentilenici, suoi principali componenti, pur avendo un doppio legame nel gruppo ciclico si comportano come acidi grassi saturi più che come insaturi. Hanno infatti un punto di fusione relativamente alto (50-70 °C).
Tutti gli acidi ω-ciclopentilenici dell'olio di Chaulmoogra hanno la capacità di ruotare il piano della luce polarizzata verso destra, per l'asimmetria dell'atomo di carbonio in posizione 1 nel gruppo ciclopentilenico. Questa caratteristica consente facilmente di distinguere l'olio di Chaulmoogra da altri oli vegetali. Varie farmacopee indicavano il minimo potere destrorotatorio dell'olio di Chaulmoogra, D+ da 44,5° a 60°, per definirne il tenore di acidi ω-ciclopentilenici.
L'olio non raffinato è leggermente torbido con un colore nocciola-verdastro e un sapore acre. Nell'utilizzo tradizionale, con tecniche di estrazione e purificazione poco raffinate, l'olio tende a irrancidire ed il tenore di acidi grassi liberi può essere particolarmente alto, anche oltre il 20%.
Considerando la variabilità delle specie da cui può essere estratto e i diversi processi di estrazione e purificazione, i principali parametri chimico fisici cadono in un campo relativamente ampio di valori:
Indice di rifrazione, a 40°C : 1,463-1,479
Numero di iodio : 85-113
Numero di saponificazione : 185-215
Densità relativa: 0,929-0,958

## Composizione
L'olio di Chaulmoogra è composto prevalentemente da gliceridi, soprattutto trigliceridi. Contiene anche steroli, tocoli e una serie di composti minori poco studiati.
Come olio non edibile viene spesso commercializzato non raffinato o dopo processi parziali di purificazione o frazionamento. In tutti gli oli vegetali la composizione può variare in funzione della specie, della cultivar, delle condizioni ambientali, della raccolta, della estrazione e della lavorazione. Nel caso dell'olio di Chaulmoogra, le specie vegetali diverse da cui può essere estratto oltre che la complessa identificazione degli acidi ciclopentilenici, rendono i dati sulla composizione lipidica particolarmente disomogenei.
| Concentrazione percentuale acidi grassi negli oli di Chaulmoogra | Concentrazione percentuale acidi grassi negli oli di Chaulmoogra | Concentrazione percentuale acidi grassi negli oli di Chaulmoogra | Concentrazione percentuale acidi grassi negli oli di Chaulmoogra | Concentrazione percentuale acidi grassi negli oli di Chaulmoogra | Concentrazione percentuale acidi grassi negli oli di Chaulmoogra | Concentrazione percentuale acidi grassi negli oli di Chaulmoogra |
| Acido                                                            | Notazione delta                                                  | H. kurzii                                                        | H. wightiana                                                     | H. anthelmintica                                                 | Carpotroche brasiliensis                                         | Oncoba echinata                                                  |
| ---------------------------------------------------------------- | ---------------------------------------------------------------- | ---------------------------------------------------------------- | ---------------------------------------------------------------- | ---------------------------------------------------------------- | ---------------------------------------------------------------- | ---------------------------------------------------------------- |
| Acido idnocarpico                                                | 16:1cy                                                           | 23,0                                                             | 22,9                                                             | 57,0-64,0                                                        | 46-50                                                            | 42,0                                                             |
| Acido chaulmoogrico                                              | 18:1cy                                                           | 29,0                                                             | 35,0                                                             | 26,0-18,0                                                        | 24-19                                                            | 13,0                                                             |
| Acido gorlico                                                    | 18:2cyΔ4c / 18:2cyΔ6c                                            | 25,0                                                             | 12,8                                                             | 3,6                                                              | 15-18                                                            | 2,6                                                              |
| Omologhi ciclici                                                 | 12:1cy - 14:1cy 20:1cy - 20:2cy - ecc.                           | 0,3                                                              | 4,6                                                              | 0,9-1,3                                                          | ..                                                               | 0,4                                                              |
| Acido miristico                                                  | 14:0                                                             | 0.6                                                              | 0.8                                                              | ..                                                               | ..                                                               | 1,2                                                              |
| Acido palmitico                                                  | 16:0                                                             | 8.4                                                              | 5.6                                                              | 5,3                                                              | 6,5                                                              | 9,1                                                              |
| Acido stearico                                                   | 18:0                                                             | 1.6                                                              | 4.7                                                              | 0,5                                                              | ..                                                               | 2,8                                                              |
| Acido palmitoleico                                               | 16:1Δ9c                                                          | 6.0                                                              | 0.5                                                              | 1,2                                                              | ..                                                               | 1,9                                                              |
| Acido oleico                                                     | 18:1Δ9c                                                          | 5.4                                                              | 3.6                                                              | 3,5                                                              | 3,7                                                              | 8,8                                                              |
| Acido linoleico                                                  | 18:2Δ9c,12c                                                      | 1.6                                                              | 1.8                                                              | 0,9                                                              | ..                                                               | 4,8                                                              |
| Acido linolenico                                                 | 18:3Δ9c,12c,15c                                                  | ..                                                               | ..                                                               | 0,9                                                              | ..                                                               | 10,8                                                             |